# Tradition

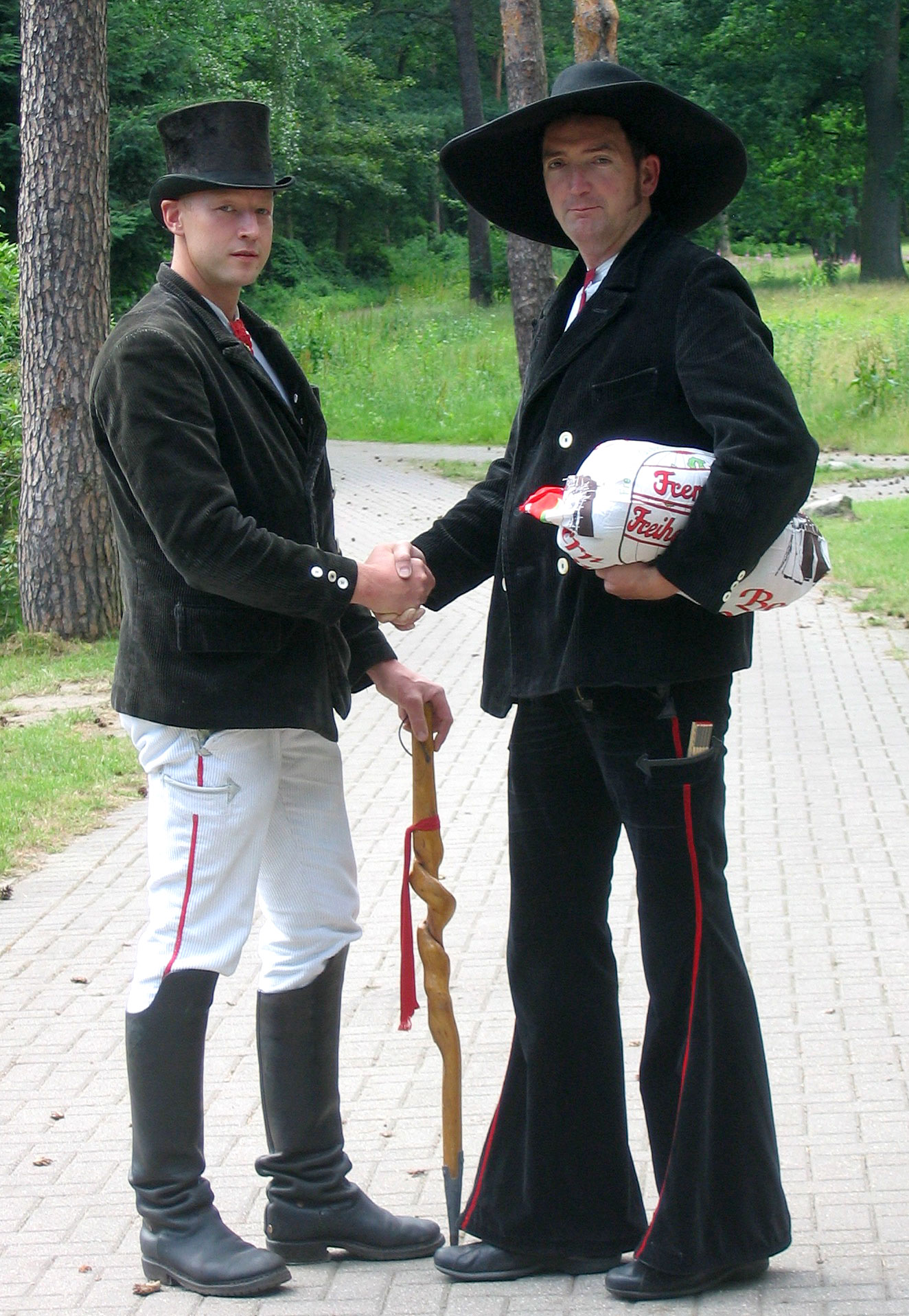
Beispiel einer Brauchtumstradition: wandernde Gesellen

Tradition (von lateinisch tradere „hinüber-geben“ oder traditio „Übergabe, Auslieferung, Überlieferung“) bezeichnet die Weitergabe (das Tradere) von Handlungsmustern, Überzeugungen, Glaubensvorstellungen oder Anderem oder das Weitergegebene selbst (das Traditum, beispielsweise in Gepflogenheiten, Konventionen, Bräuche oder Sitten). Tradition geschieht innerhalb einer Gruppe oder zwischen Generationen und kann mündlich oder schriftlich über Erziehung, Vorbild oder spielerisches Nachahmen erfolgen.
Die soziale Gruppe wird dadurch zur Kultur oder Subkultur. Weiterzugeben sind jene Verhaltens- und Handlungsmuster, die im Unterschied zu Instinkten nicht angeboren sind. Dazu gehören einfache Handlungsmuster wie der Gebrauch von Werkzeugen oder komplexe wie die Sprache. Die Fähigkeit zur Tradition und damit die Grundlage für Kulturbildung beginnt bei Tieren, wie beispielsweise Krähen oder Schimpansen, und kann im Bereich der menschlichen Kulturbildung umfangreiche religiös-sittliche, politische, wissenschaftliche oder wirtschaftliche Systeme erreichen, die durch ein kompliziertes Bildungssystem weitergegeben wurden. Tradition kann ein Kulturgut sein.
Aus dem Wort Tradition werden zwei Adjektive abgeleitet: In der Gemeinsprache wird in der Regel nur der Ausdruck traditionell verwendet. Semantisch korrekt wird damit etwas bezeichnet, das auf einer älteren Geschichte aufbaut, das jedoch nicht unverändert weiterhin gültig ist. Soll diese auf die Zukunft projizierte Gültigkeit konkret enthalten sein, spricht man in der Bildungssprache von traditional.
Der sichtbare Ausdruck der Traditionen einer Ethnie oder eines indigenen Volkes wird als Folklore bezeichnet (siehe auch Folklorismus).

## Zwei Hauptbedeutungen
Die Redeweise „Es ist Tradition, dass …“ bezieht sich in der Regel auf das Überlieferte (traditum), häufig im Sinne von „Es ist seit langer Zeit üblich, dass …“. Umgangssprachlich seltener wird mit Tradition der Überlieferungsvorgang an sich (tradere) bezeichnet. Zur Unterscheidung wird im Deutschen manchmal von „Tradition“ im Sinne von traditum und „Tradierung“ entsprechend dem tradere gesprochen. Diese Unterscheidung verweist auf zwei Hauptbedeutungen von Tradition:
1. kulturelles Erbe
2. Tradierung

Forschungen zum Begriff und zum Verhältnis der beiden Hauptbedeutungen fallen in den Bereich der Traditionstheorie (siehe unten).

### Traditionim Sinne eines kulturellen Erbes

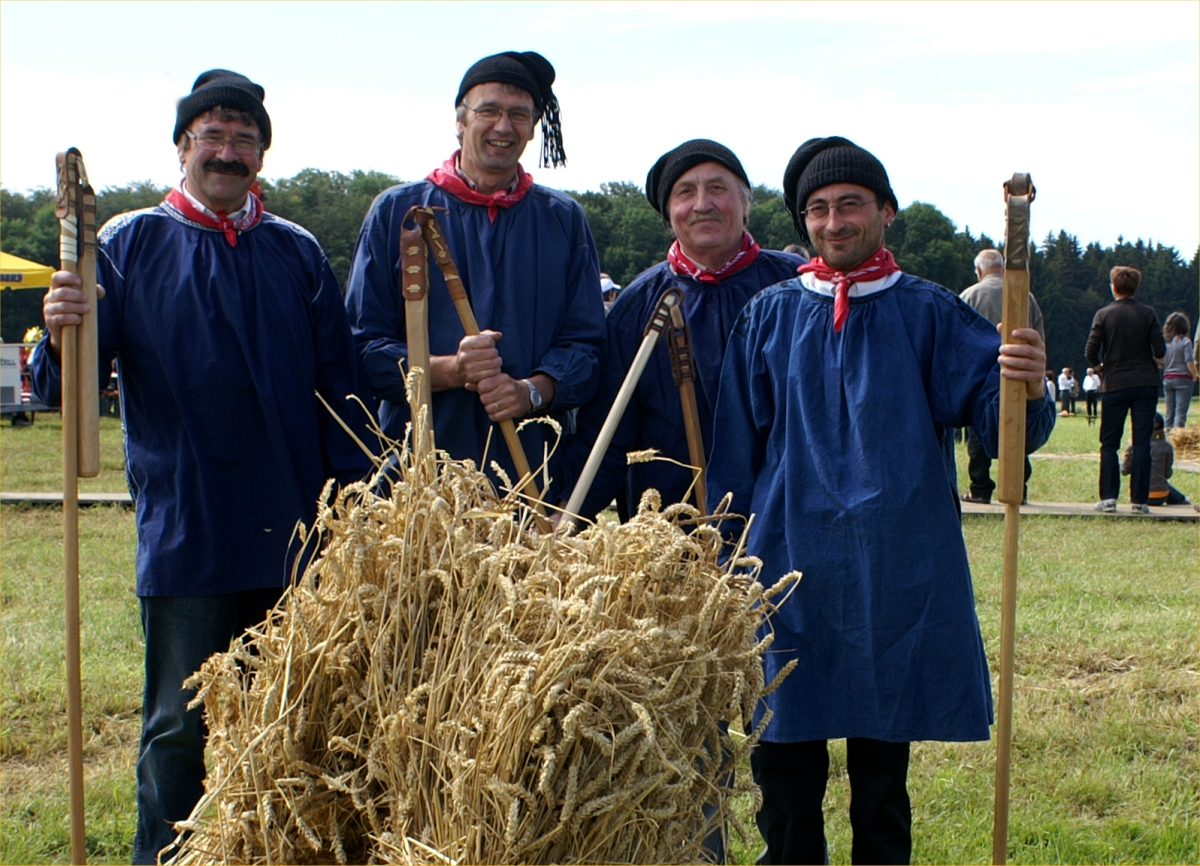
Tradition alter, bäuerlicher Techniken: Dreschen mit dem Dreschflegel

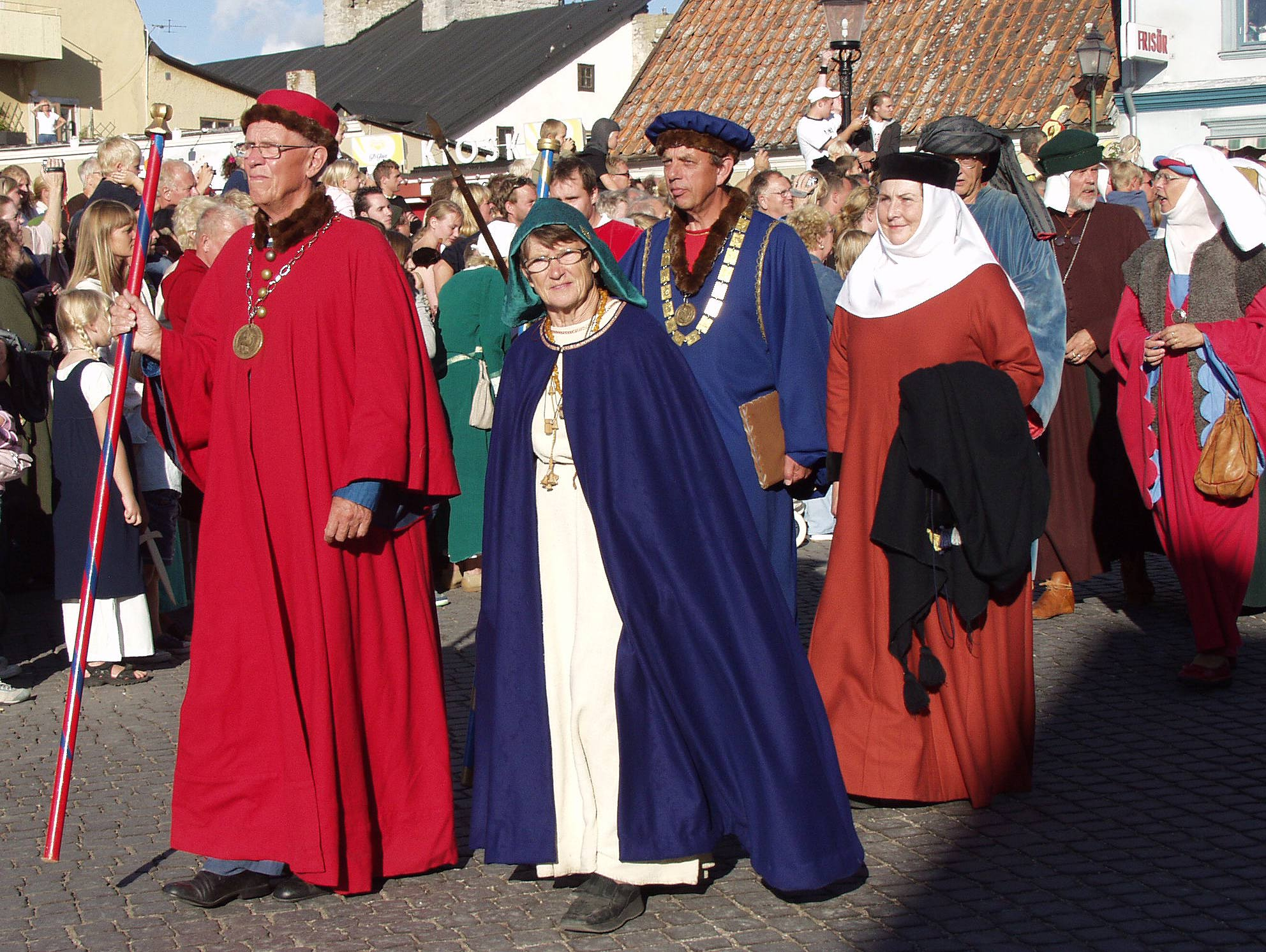
Das Wiederauflebenlassen eines historischen Ereignisses, wie es von den Einwohnern Visbys jährlich bei der „Medeltidsveckan“ geschieht, ist keine Tradition, sondern Living History, eine moderne Erscheinung

Unter Tradition wird in der Regel die Überlieferung der Gesamtheit des Wissens, der Fähigkeiten sowie der Sitten und Gebräuche einer Kultur oder einer Gruppe verstanden. Nach Hans Blumenberg besteht Tradition daher nicht aus Relikten, also dem aus der Geschichte übrig Gebliebenen, sondern aus „Testaten und Legaten.“ Tradition ist in dieser Hinsicht das kulturelle Erbe (Legat), das in Arbeits- und Kommunikationsprozessen von einer Generation zur nächsten weitergegeben wird. Wissenschaftliches Wissen und handwerkliches Können gehören ebenso dazu, wie Rituale, künstlerische Gestaltungsauffassungen, moralische Regeln und Speiseregeln. Traditionen im Sinne von Brauchtum und kulturellem Erbe begegnen beispielsweise bei Hochzeiten, Dorffesten und im Zusammenhang mit kirchlichen Feiertagen. Auch Alltagsgesten bei Begrüßung und Verabschiedung sind Brauchtumstraditionen. Die Ethnologie untersucht, wie solches Brauchtum konkret entsteht und tradiert wird.
Im deutschsprachigen Raum wird in mancherlei Variationen gern der Aphorismus zitiert: „Tradition ist nicht das Halten der Asche, sondern das Weitergeben der Flamme“. Er soll von Thomas Morus oder anderen Geistesgrößen stammen oder jedenfalls verwendet worden sein. Die Version „Tradition ist Bewahrung des Feuers und nicht Anbetung der Asche“ wird fälschlich Gustav Mahler zugeschrieben.
Belege werden dafür regelmäßig nicht präsentiert und sind auch sonst nicht zu finden. Die Gegenüberstellung: Bewahrung der Asche oder der Flamme, benutzte allerdings schon John Denham in seinem Gedicht To Sir Richard Fanshaw, upon his Translation of Pastor Fido. Denham vergleicht dort eine poesielose, an den Worten klebende Übersetzung Wort für Wort und Zeile für Zeile mit Fanshaws lebendiger, sinngemäßer Übertragung im Geist des Originals:
„That servile path thou nobly dost decline
Of tracing word by word, and line by line.[…]
A new and nobler way thou dost pursue
To make translations and translators too.
They but preserve the ashes, thou the flame,
True to his sense, but truer to his fame:“.
Das Bremer Sonntagsblatt. Organ des Künstlervereins brachte am 12. Mai 1861 unter der Überschrift Englische Dichtungen eine Verdeutschung von Georg Pertz:
Nicht sclavisch hebst du Deines Dichters Schatz,
Ihm folgend Wort für Wort und Satz für Satz; […]
Die neue, edl’re Bahn erschlossest du
Der Kunst, stolz rufend ihren Jüngern zu:
„Nicht Asche — wahrt der Flamme Heiligthum!
Seid treu dem Dichter — mehr noch seinem Ruhm!“
Darunter folgten Übertragungen Pertz’ „nach Th. Moore“. Dies könnte dazu beigetragen haben, dass später, als jemand die Asche/Flamme-Metapher von Übersetzungen auf Traditionspflege übertrug, irrtümlich Thomas Morus zu ihrem Urheber avancierte.

### Traditionim Sinne von Tradierung
Seltener bezeichnet Tradition die Tradierung, also den Prozess der Überlieferung selbst, auch wenn in systematischer Hinsicht der Traditionsprozess die Grundlage für die Tradition als kulturelles Erbe bildet. Die ältere Traditionstheorie hat den Traditionsprozess als einen Vorgang beschrieben, bei dem ein Tradent einem Empfänger etwas überliefert. Neuere Ansätze kritisieren diese Auffassung als zu starke Vereinfachung. So wie das schlichte Sender-Empfänger-Modell in der Kommunikationstheorie tatsächliche Kommunikation unsachgemäß beschreibt, ist das vergleichbare Tradent-Empfänger-Modell unzulänglich. Die Entdeckung des Subjekts in der Neuzeit macht es nach dieser Auffassung nötig, eine Wechselbeziehung anzunehmen, wie es beispielsweise der Kultursoziologe Stuart Hall für das Sender-Empfänger-Modell vorgeschlagen hat. Der vormalige „Empfänger“ wird als aktiver Teil von Traditionsprozessen verstanden (Tradent-Akzipient-Modell).

## Traditionstheorien in den Kultur- und Geisteswissenschaften
Traditionstheorien gibt es in sehr unterschiedlichen Zusammenhängen: In der Ethnologie, der Volkskunde, der Soziologie, der Philosophie, der Theologie, der Literaturwissenschaft und der Rechtswissenschaft. Dabei konzentrieren sich die einzelnen Wissenschaften jeweils auf Teilaspekte des Phänomens Tradition. Bislang liegt kein Ansatz für eine systematisch entwickelte Traditionstheorie vor.

### Soziologie
Da Tradition zu den Grundlagen des sozialen Lebens und Handels gehört, hat sich insbesondere die Soziologie mit dem Phänomen Tradition befasst. Robert Spaemann sieht im Französischen Traditionalismus gar eine der Wurzeln der Soziologie selbst. In jedem Fall hat die soziologische Auseinandersetzung mit der Tradition die geistes- und kulturwissenschaftlichen Diskussionen insgesamt geprägt. Insbesondere Max Webers Verständnis von Tradition als einem von vier Grundtypen sozialen Handelns ist wirkungsgeschichtlich kaum zu überschätzen. Weber grenzt die Orientierung an Tradition von der zweck- und wertrationalen Orientierung des Handelns ab. Er greift damit ein Traditionsverständnis auf, das am Ende des 19. Jahrhunderts vorrationale Tradition und rational orientierte Moderne gegenüberstellt. Diese Gegenüberstellung ist auch die Folge einer kritischen Abwendung vom Traditionsverständnis des Traditionalismus.
Neben seinem Versuch, den Traditionsbegriff mit vier Grundtypen sozialen Handelns greifbar zu machen, formuliert Weber gleichsam eine Theorie der politischen Herrschaft, wobei er zwischen charismatischer, rationaler, legaler und traditioneller Herrschaft unterschied. Hierbei knüpfte er den Begriff der Tradition eng an eine herrschende Einzelperson, die über einen von ihm abhängigen Verwaltungsstab verfügt. Merkmal der auf Tradition beruhenden Herrschaft sei Weber zufolge, dass die politische Ordnung primär auf überliefertem Wissen beruhe, auf persönlichem Gehorsam basiere und – im Gegensatz zur charismatischen Herrschaft – einen alltäglichen Charakter habe.
Laut Samuel Eisenstadt ist das Traditionsverständnis von Max Weber nur bedingt geeignet, das Phänomen der Überlieferung und Übernahme zwischen den Generationen und den Einfluss auf die Bildung sozialer Gruppen angemessen zu beschreiben. Wäre es so, dass der Modernisierungsprozess das Überkommene allmählich abstreift, müsste dieses Phänomen weltweit zu beschreiben sein. Tatsächlich biete der Modernisierungsprozess aber ein differenziertes Bild: Zum Teil würden Traditionen von modernen Entwicklungen und Auffassungen abgelöst (Traditionsabbruch), zum Teil gerieten Moderne und Tradition in einen unüberwindbaren Konflikt (Traditionalismus, Fundamentalismus), zum Teil bestünden Tradition und Moderne konfliktlos nebeneinander oder ergänzten sich sogar (Alternativmedizin). Wie wenig sich die Begriffe ausschließen, zeige sich aber insbesondere daran, dass Modernität selbst zu einer neuen „großen Tradition“ geworden ist. Statt Tradition als vormodern zu betrachten, was zu kurz greifen würde, gilte es darum, die soziale Funktion der Tradition auch in modernen und post-modernen Gesellschaften zu beschreiben. Für Anthony Giddens besteht diese Funktion darin, das kollektive Gedächtnis einer Gesellschaft zu organisieren.
Für die soziologische Analyse des Phänomens Tradition bieten sich nach Edward Shils drei Aspekte an: 1. formal, 2. inhaltlich und 3. strukturell. In formaler Hinsicht ist Tradition abhängig vom Prozess der Tradierung. Inhalte, die nicht tradiert wurden bzw. werden, mögen kulturhistorisch interessant sein, sind aber soziologisch uninteressant für die Betrachtung von Tradition. Inhaltlich zeichnen sich Traditionen durch eine besondere Wertschätzung oder einen besonderen Anspruch aufgrund der Vergangenheitsorientierung aus. Strukturell ist Tradition auf Wiederholung, Weitergabe und Ritualisierung angelegt. In der Perspektive dieser drei Aspekte wird deutlich, wie Tradition kulturelle Leitmuster (guiding patterns) ausbildet und so die Vergangenheit in die Gegenwart hineinreicht und diese beeinflusst.
In Anlehnung an Shils definiert der amerikanische Organisationspsychologe Karl E. Weick Tradition als etwas, das in der Vergangenheit erzeugt, durchgeführt oder geglaubt wurde oder von dem [heute] geglaubt wird, dass es existierte, ausgeführt oder in der Vergangenheit geglaubt wurde und das von einer Generation zur nächsten weitergegeben wird oder wurde. Weiter spezifizieren Shils und Weick: „Um als Tradition zu qualifizieren muss ein Muster mindestens zweimal in drei Generationen übergeben werden.“

### Ethnologie
In der Ethnologie bildete sich ab 1982 eine eigene Debatte zum Thema Tradition, die durch das Verständnis von Tradition als kulturellem Konstrukt geprägt ist (siehe auch Sozialkonstruktivismus). Ausgangspunkt waren Anfang der 1980er Jahre die Arbeiten des Briten Eric Hobsbawm und des Amerikaners Roger Keesing. Großen Einfluss auf die Diskussion hatte 1983 die These von der „erfundenen Tradition“, welche die beiden Sozialhistoriker Eric Hobsbawm und Terence Osborn Ranger in ihrem Sammelband The Invention of Tradition ausführten. Danach sind viele Traditionen, denen eine alte Herkunft zugeschrieben wird, verhältnismäßig jung, aufgezeigt auch am Beispiel schottischer und walisischer Kultur, deren Wurzeln zumeist im 19. Jahrhundert liegen. Bekanntestes Beispiel ist die so genannte Highlander-Tradition mit Kilt und Dudelsack, die als Protestkleidung erst nach der Vereinigung mit England aufkam, aber als ursprüngliche Highland-Tradition angesehen wird. Ein Jahr zuvor hatten Roger Keesing und Robert Tonkinson in ihrem Aufsatz Reinventing Traditional Culture auf der Basis von ethnologischen Forschungen in Melanesien am Beispiel der Bezeichnung kastom (ein Pijin-Wort auf den Salomonen, vom englischen custom abgeleitet, übersetzbar als „Tradition“) versucht aufzuzeigen, dass das kulturelle Selbstverständnis stark von kolonialen Einflüssen geprägt ist und sich deutlich vom vorkolonialen Brauchtum unterscheidet.
Jocelyn Linnekin und Richard Handler verstanden 1984 Tradition als symbolische Konstruktion und Repräsentation. Sie grenzten ihren analytischen Gebrauch des Wortes vom Alltagsverständnis ab, wonach Tradition wie eine Sache erscheint, die weitergegeben werden kann. Dagegen betonten Linnekin und Handler, Traditionen seien als symbolische Konstruktionen der aktuellen Generation immer Interpretationen und könnten durch die Interpretation verändert werden. Dadurch entsteht, was Linnekin und Handler das „Paradox der Tradition“ nennen: Der Versuch, eine Tradition authentisch zu bewahren, bedarf der Interpretation dieser Tradition, und genau dadurch verändert sie sich. Kern dieser symbolischen Konstruktion ist die Verwendung von Material aus der Vergangenheit, um Handlungen, Verhalten, Beziehungen und Artefakte in der Gegenwart zu verstehen.
Weitere wichtige ethnologische Positionen vertreten Geoffrey Miles White und Lamont Lindstrom (Tradition als Diskurs) sowie Kathleen M. Adams (Tradition und Agency).

### Geschichtswissenschaft
In der Geschichtswissenschaft wird unter „Tradition“ die mündliche oder schriftliche Überlieferung von Informationen zum Zweck der Erhaltung für die Nachwelt verstanden. Der Begriff dient zur Unterscheidung von Tradition als bewusster Überlieferung vom Überrest als unbewusster Überlieferung, etwa in Form Gebrauchstexten und -gegenständen wie Rechnungen, Bestandslisten etc. (vgl. Artikel Tradition (Geschichtswissenschaft)). Der in der Sozialgeschichte eingeführte Begriff der „erfundenen Tradition“ nimmt im Unterschied zum Begriffspaar „Tradition/Überrest“ die umgekehrte Perspektive der (bewussten oder unbewussten) Traditionskonstruktion der Nachwelt in den Blick und betont die soziale Konstruktion der Geschichtsschreibung selbst.

### Rechtswissenschaft
In der antiken Rechtssprache (Römisches Recht) war Tradition (traditio) der Übergabeakt einer (beweglichen) Sache zum Beispiel bei der Vererbung und beim Kauf. Daher rührt auch die noch heute manchmal begegnende Verwendung von Tradition als Auslieferung (vergleiche englisch: trade).
Auch im heutigen deutschen Zivilrecht ist zur rechtsgeschäftlichen Übertragung des Eigentums an einer beweglichen Sache grundsätzlich neben der dinglichen Einigung die Übergabe der Sache erforderlich, es gilt also das Traditionsprinzip. Jedoch wird das Traditionsprinzip häufig durchbrochen, indem die Übergabe durch eines der gesetzlich vorgesehenen Übergabesurrogate ersetzt wird (zum Beispiel Vereinbarung eines Besitzkonstitutes oder Abtretung des Herausgabeanspruchs).
In der modernen Rechtswissenschaft bezeichnet Traditionstheorie einen bestimmten Ansatz zur Abgrenzung des öffentlichen Rechts vom Privatrecht. Die Traditionstheorie bezeichnet danach die Auffassung, dass bestimmte Rechtsgebiete traditionell dem öffentlichen Recht zugeordnet werden. Dazu gehören zum Beispiel Rechtsstreitigkeiten innerhalb des Verwaltungsrechtes.
Neben der Traditionstheorie gibt es als weitere Abgrenzungstheorien die Interessentheorie, die Subordinationstheorie (auch: Subjektstheorie) und die modifizierte Subjektstheorie.
Im Bereich der Historischen Hilfswissenschaften ist eine der rechtswissenschaftlichen Bedeutung nahe liegende Verwendung gebräuchlich, wenn die Übertragungen von Grundeigentum an Klöster und ihre Beurkundung als Tradition bezeichnet wird (vgl. Traditionsbuch)

### Philosophie
In der Philosophie spielt der Traditionsbegriff kaum eine Rolle. Selbst in etablierten Handbüchern fehlt häufig eine Erörterung des Themas und eine Analyse des Begriffs. Der Philosoph Karl Popper sah die Entwicklung einer Traditionstheorie vor allem als Aufgabe der Soziologie, nicht der Philosophie. Insofern wird in der Regel auf soziologische oder sozialanthropologische Begriffsklärungen zurückgegriffen. Dennoch haben sich einige Philosophen wie Josef Pieper, die sogenannte Ritter-Schule und Alasdair MacIntyre mit der Theorie der Tradition befasst. Pieper hat vor allem die Verbindung von mittelalterlicher Philosophie und Katholizismus in den Blick genommen. Die Ritter-Schule hat Tradition vor allem wegen der geschichtlichen Einbettung allen kulturellen Lebens diskutiert. MacIntyre hat als Kommunitarist auf die Notwendigkeit traditionaler und regional gültiger Maßstäbe für die gegenwärtige Ethik und Politik verwiesen. In Abgrenzung zu Pieper und MacIntyre und im Rückgriff insbesondere auf die Diskurstheorie von Jürgen Habermas hat in jüngster Zeit Karsten Dittmann versucht Tradition als Bedingung entgrenzter, generationsübergreifender Diskurse zu verstehen, die langwährende Wandlungsprozesse wie das Projekt der Aufklärung erst verständlich machen. Chesterton verweist auf die Parallelen zwischen Tradition und Demokratie und betont, dass die Tradition aus Regeln und Überzeugungen besteht, die in einer Gesellschaft in der Vergangenheit mehrheitlich entschieden wurden. In diesem informellen Prozess liegen nach Chesterton die gleichen Prinzipien wie in formalisierten demokratischen Entscheidungen und er formuliert plakativ, dass „alle Demokraten gegen den Ausschluss von Menschen aufgrund des Zufalls ihrer Geburt“ seien, während die „Tradition gegen ihren Ausschluss aufgrund des Zufalls ihres Todes“ argumentiere.

## Tradition und Religion

### Allgemein
Der Begriff Traditionelle Religion wird nicht selten als Synonym für die mündlich überlieferten Ethnischen Religionen verwendet, deren Vorstellungen praktisch ausschließlich auf den Tradierungsprozess zurückgehen. Doch auch in den Weltreligionen spielen Traditionen eine wichtige Rolle:

### Tradition im Judentum
Tradition ist im Judentum immer im Zusammenhang von Tradierung, Lehre und Erinnerung gesehen worden. In Deuteronomium 6 (5. Mose 6) findet sich die Anweisung, das jüdische Glaubensbekenntnis als Summe des (göttlichen) Gesetzes an den Sohn weiterzugeben, dass dieser es an seinen Sohn weitergebe. Außerdem soll die Erinnerung an die Geschichte des eigenen Volkes, seine Entstehung und an den mit Gott am Berge Sinai geschlossenen Bund tradiert werden.
Kern des jüdischen Traditionsverständnisses ist das Gesetz, die Tora. Bei der Überlieferung der Tora wird unterschieden zwischen der schriftlichen Tora (die sogenannten fünf Bücher Mose) und der mündlichen Tora, der (zunächst) mündlich überlieferten Auslegung der schriftlichen Tora. Diese ist wiederum zum Teil verschriftlicht im Talmud.
Einen eigenen Begriff für solche Tradition gibt es im Tanach nicht. Es gibt wohl das Wort magan, das überliefern im Sinne von ausliefern meint, nicht aber im hier behandelten Sinn. Ein solches Wort entwickelt sich erst später aus dem Wort masorät (das Verpflichtende, Bindende). Daraus leiten sich die Bezeichnung Masoreten ab, die im Speziellen für eine jüdische Gelehrtengruppe des Mittelalters gebraucht wird. Die Masoreten bemühten sich um eine möglichst genaue schriftliche Überlieferung der Tora. Sie erstellten unter hinzufügen der Masora, einem umfangreichen textkritischen Apparat, den sogenannten Masoretischen Text. Masora gilt heute als Kernbegriff des jüdischen Überlieferungsverständnisses.
Eine bekannte Tradition im Judentum ist die Brit Mila (Beschneidung männlicher Neugeborener kurz nach der Geburt). Brit Shalom, die unblutige Variante, ist wenig verbreitet.

### Tradition im Christentum

#### Katholizismus
In der römisch-katholischen Kirche wird unter Tradition die neben der Bibel stehende, aber genauso verbindliche Glaubenslehre seit den Aposteln und Kirchenvätern verstanden. Als Traditionsprinzip dient diese Glaubenslehre in der römisch-katholischen Exegese zur Auslegung der christlichen Heiligen Schrift; nach römisch-katholischer Auffassung kann die wahre Aussage christlich-biblischer Texte nur durch die Auslegungstradition der Kirche verstanden werden. Das Traditionsprinzip ergänzt demnach das Schriftprinzip.
Seit der Reformationszeit ist der Bezug auf Tradition zu einem besonderen Merkmal vor allem des konservativen Katholizismus geworden. So widmete sich das Tridentinum, das als Beginn der Gegenreformation gilt, in seiner ersten Sitzungsperiode von 1545 bis 1547 dem Verhältnis von Bibel und Tradition. Im „Dekret über die Annahme der heiligen Bücher und der Überlieferungen“ wird der Anspruch der Tradition in Abgrenzung zur protestantischen Auffassung dokumentiert. Allerdings wird zu diesem Zeitpunkt der Traditionsbegriff selbst noch nicht ausdrücklich reflektiert. Das geschieht erst mit dem Französischen Traditionalismus, der eine konservative, katholische Reaktion auf die Französische Revolution darstellt, getragen von katholischen Adligen und Gelehrten wie Louis-Gabriel-Ambroise de Bonald und Joseph de Maistre. Der ausdrückliche Bezug auf Tradition und die Vorrangstellung der Tradition gegenüber der Vernunft bringt der Bewegung die Bezeichnung „Traditionalismus“ ein, die seither für viele reform- und aufklärungskritische, anti-moderne Auffassungen steht. Im 20. Jahrhundert steht für solche traditionalistischen Auffassungen des Katholizismus insbesondere die Priesterbruderschaft St. Pius X.

#### Christliche Orthodoxie
Der Begriff der Orthodoxie verweist bereits auf die beiden wesentlichen Aspekte des orthodoxen Traditionsverständnisses: Orthodoxie heißt zugleich „richtiger Glaube“ und „richtiger Lobpreis“. Die „Rechtgläubigkeit“ bezieht sich vor allem auf die biblische Überlieferung. Für den orthodoxen Glauben ist wichtig, sich dem Ursprünglichen zuzuwenden und diesem Ursprünglichen treu zu bleiben. Der biblische Text gilt als Garant, Herzstück und Kern der Tradition. An diesem Punkt unterscheidet sich die Orthodoxie wesentlich vom römischen Katholizismus, der die kirchliche Lehrtradition eher gleichberechtigt neben die Bibel stellt. In den Anfängen der Reformation sahen die ersten Reformatoren in den orthodoxen Kirchen mögliche Verbündete. Erste Kontaktaufnahmen bereits in der ersten Hälfte des 16. Jahrhunderts blieben am Ende aber folgenlos.

Assyrische Christen in Mossul zu Beginn des 20. Jahrhunderts, die der syrisch-orthodoxen Kirche angehören und damit Anhänger der syrischen Tradition des Christentums sind.

Der „rechte Lobpreis“ bezieht sich auf den liturgischen Gottesdienst. Die sogenannte „Göttliche Liturgie“ geht im Kern auf jüdische und frühestchristliche Formen zurück; seit gut 1000 Jahren wird sie in unveränderter Form gefeiert. Allerdings haben sich unterschiedliche Varianten dieser Liturgie entwickelt. Die bekannteste Form geht auf die Liturgie aus Konstantinopel zurück und ist in allen orthodoxen Kirchen in Gebrauch. Diese liturgische Tradition, zu der neben den Texten auch Melodien, Handlungsabläufe, Gewänder, liturgische Geräte, der Kirchenbau selbst, Ikonen etc. gehören, hat eine ebenso große Bedeutung wie die biblische Lehre und wird auch oft zur Auslegung der Bibel herangezogen.

#### Protestantismus
Seit der Reformationszeit, in der das römisch-katholische Traditionsverständnis kritisiert wurde, entwickelte sich der Begriffsgegensatz von christlicher Heiliger Schrift und Tradition. Das Traditionsprinzip wurde zugunsten des Schriftprinzips als notwendiges Element des wahren Schriftverständnisses aufgegeben; nach evangelischer Lehre ist die heilige Schrift selbsterklärend und deshalb allein die Schrift verbindlich für Fragen des Glaubens (vergleiche sola scriptura). In einer gewissen Spannung hierzu stehen die neuen Traditionen, die sich in den einzelnen evangelischen Konfessionen herausgebildet haben.
Die neuzeitliche Traditionskritik der Aufklärung verdankt sich wesentlich des traditionskritischen Impulses der Reformation, ging aber auch wesentlich darüber hinaus, indem sie auch die Bibel selbst als zu kritisierende Tradition verstand.

## Traditionskritik
Traditionskritik ist zum einen der Name einer Methode in der historisch-kritischen Textforschung, zum anderen eine Bezeichnung der Kritik an Tradition und den tradierten Inhalten selbst.
1. Traditionskritik als historisch-kritische Methode dient dazu, in verschriftlichten Texten die zugrundeliegenden mündlich verbreiteten Fassungen zu rekonstruieren (beispielsweise bei biblischen Texten, Lehrmärchen, Gebetssammlungen, Mythen). Die Traditionskritik steht im Verbund mit anderen historisch-kritischen Methoden, zum Beispiel der Textkritik und der Formkritik, und lässt sich aus diesem Forschungszusammenhang nicht als eigenständige Methode herauslösen.
2. Traditionskritik meint auch Kritik an Tradition als dem überlieferten, kulturellen Bestand. Tradition wird dann problematisch, wenn sich Formen verselbständigen, deren ursprünglicher Sinn verloren gegangen ist: „Vernunft wird Unsinn, Wohltat Plage“ (Goethe).

In Europa begann mit der Reformation, später mit Rationalismus und Aufklärung, ein kritisches Infragestellen überlieferter Formen des Wissens, Glaubens und der Moral. Mit der Betonung des Vernunftprinzips (das an die Stelle des reformatorischen Schriftprinzips trat) wurde die Gültigkeit jedes Traditionsprinzips in Frage gestellt. Darauf reagierte schon frühzeitig der Französische Traditionalismus, Ausdruck der Reaktion. Das Kräftemessen von Tradition und Vernunft hält bis in die Gegenwart an. Zusammen mit der Eigendynamik eines rationalisierenden Kapitalismus und den Folgen kultureller und ökonomischer Globalisierung ist derzeit eine weltweite Revision überkommener Werte und Überlieferungen zu beobachten. Als Gegenreaktion sind ebenfalls weltweit fundamentalistische Tendenzen zu verzeichnen. Wie schon der Französische Traditionalismus ist die Reaktion in der Gegenwart häufig religiös motiviert und gewaltbereit.